# 貝爾托角
貝爾托角（英語：Cape Berteaux）是南極洲的海岬，位於葛拉漢地西岸，處於米科爾森灣和沃迪冰架之間，由讓-巴蒂斯特·夏古率領的法國探險隊發現，現時由南極條約體系管理。
68°51′S 67°27′W / 68.850°S 67.450°W